# Nyctycia viridimaculata
Nyctycia viridimaculata är en fjärilsart som beskrevs av Mamoru Owada 1983. Nyctycia viridimaculata ingår i släktet Nyctycia och familjen nattflyn. Inga underarter finns listade i Catalogue of Life.